# مؤسسة لاديما
مؤسسة لاديما (بالإنجليزية: Ladima Foundation)‏ هي مُنظمة غير ربحية أفريقية تأسست سنة 2017 ويقع مقرها في كيب تاون. تهدف المُؤسسة إلى الترويج للمرأة في صناعة التلفزيون والسينما.
أسس هاته المُؤسسة الثنائي لارا أوتيان بريستون وإديما أوكوكون. في عام 2018، أطلقت المُؤسسة قائمة (بالإنجليزية: A-List)‏، وهي قاعدة بيانات خاصة بجميع النساء العاملات في ميدان صناعة السينما في جميع أنحاء إفريقيا. في 2019 أعلنت المؤسسة عن مجلس استشاري يضم كُلا من بيولا ألابي، وثيمبا بهيبي، وكاثرين غيتاهي، وبيكيا غراهام دوغلاس، وشارلوت غيس، نسي إكبه-إيتيم، وفيبي كيوريا، وإلياس ريبيرو، مونيكا رورفيك، وديبرا زيميرمان.

## روابط خارجية
- موقع المُنظمة الرسمي